# Kapelwa Sikota
Kapelwa Mwanang'umbi Sikota (* 7. Juli 1928 im Distrikt Mongu, Westprovinz, Nordrhodesien; † 30. Mai 2006 in Sambia) war die erste sambische Krankenschwester. Nach der Unabhängigkeit Sambias baute sie das Gesundheitssystem Sambias mit auf und war als Chief Nursing Officer im sambischen Gesundheitsministerium tätig.

## Leben

### Jugend
Kapelwa Mwanang'umbi Sikota wurde am 7. Juli 1928 im Distrikt Mongu der Westprovinz des britischen Protektorats Nordrhodesien geboren. Ihr Vater starb in ihrer Jugend. Während eines Besuchs des Krankenhauses in Mongu soll sie festgestellt haben, dass dort keine einzige sambische Krankenschwester arbeitete. Dies habe sie dazu motiviert, sich zur Krankenschwester ausbilden zu lassen.

### Ausbildung
Kapelwa Sikota erhielt die beste Ausbildung, die in den 1930er und 1940er Jahren für eine (schwarze) Sambierin möglich war: Sie besuchte zunächst die Grundschule in der Westprovinz und dann das Mädcheninternat in Chipembi, gut 75 Kilometer nördlich von Lusaka. Anschließend arrangierte Sikotas Bruder den Besuch einer Missionsschule in der Nähe von Durban (Südafrika). Nach dem Abschluss der Missionsschule besuchte sie das McCord Hospital (ebenfalls bei Durban), das weithin als das „Zulu-Krankenhaus“ bekannt war, da es nach Apartheid-Gesetzen ausschließlich für Schwarze gedacht war, um dort als Krankenschwester ausgebildet zu werden. In ihrer Abschlussklasse – 1951 – erhielt sie die Auszeichnung als „beste Krankenschwester des Jahres“. Dem schloss sie ein weiteres Jahr Ausbildung im Bereich der Geburtshilfe an. Sikota war damit die erste Sambierin, die als staatlich anerkannte Krankenschwester und Hebamme arbeiten durfte.

### Aufstieg
Zurück in Nordrhodesien im Jahr 1952, begann Sikota im Zentralkrankenhaus von Lusaka (heute Universitätskrankenhaus) als erste sambische Krankenschwester zu arbeiten. Zu dieser Zeit war es unüblich, dass nicht-weiße Menschen in Krankenhäusern arbeiteten. 1953 heiratete sie Aggrey Mulala, ein politischer aktiver Krankenpfleger, mit dem sie später vier Kinder hatte.
Für kurze Zeit war Siko auch im Roan Antelope Mine Hospital in Luanshya tätig, wo sie als Ausbildungskrankenschwester Schülerinnen anlernte. Ihre Arbeit in dem Minenarbeiter-Krankenhaus führte sogar zu einer parlamentarischen Anfrage des britischen Unterhausabgeordneten John Stonehouse an den Staatssekretär für die Kolonien, Iain Macleod. Stonehouse fragte Macleod, wie dieser mit der Diskriminierung umgehe, die Sikota von der rhodesischen Bergbauunternehmen erfahre. Macleod wies die Vorstellung zurück, dass Sikota diskriminiert werde.

### Karriere im neuen sambischen Staat
Am 1. November 1964 – eine Woche nach der Unabhängigkeit Sambias – wurde Sikota zur leitenden Krankenschwester des Universitätskrankenhauses von Lusaka befördert. Sie war damit die erste überhaupt in dieser Rolle. Gleichzeitig richtete die sambische Regierung die ersten Krankenschwesternausbildungen für Sambierinnen ein. 1971, als Sikota bereits Chief Nursing Officer Sambias war, vergab sie die ersten Krankenschwester-Zeugnisse.
Sikota blieb jedoch nicht nur im ärztlichen Dienst, sondern stieg mit ihrer Erfahrung im sambischen Gesundheitswesen auf. 1966 wurde sie stellvertretende Oberkrankenschwester im Gesundheitsministerium und später die erste Chief Nursing Officer. In diesen Positionen erarbeitete Sikota unter anderem den Nursing Act (1970), mit dessen Hilfe der Allgemeine sambische Krankenschwesternrat (General Nursing Council of Zambia) eingerichtet wurde.
1974 zog Sikota mit ihrem Mann nach Frankreich, da dieser dort einen diplomatischen Posten übernahm. Nach ihrer Rückkehr war sie in einem Forschungsprojekt zur Dokumentation traditioneller sambischer Gesundheitspraktiken tätig, um gegebenenfalls die moderne Medizin zu ergänzen. Sikota ging 1984 in Rente. Sie verstarb am 30. Mai 2006.
Die Zambian Association of University Women ehrte Sikota im Jahr 2011 posthum als eine von elf sambischen Pionierinnen der Wissenschaft.